# Piłatka (Mazovie)
Pour les articles homonymes, voir Piłatka.
Piłatka (prononciation : [piˈwatka]) est un village polonais de la gmina d'Iłża dans le powiat de Radom de la voïvodie de Mazovie dans le centre-est de la Pologne.
Il se situe à environ 2 kilomètres à l'est d'Iłża (siège de la gmina), 28 kilomètres au sud de Radom (siège de le powiat) et à 119 kilomètres au sud de Varsovie (capitale de la Pologne).

## Histoire
De 1975 à 1998, le village appartenait administrativement à la voïvodie de Radom.